# Vladimir, Rusija
Vladimir (rusko Владимир) je mesto v Rusiji in glavno mesto Vladimirske oblasti.
Vladimir, mesto ob reki Kljazmi, je bil v drugi polovici 12. in v 13. stoletju sedež ruskega velikega kneza in prestolnica Vladimiro-Suzdalske kneževine. Iz tega obdobja je ohranjenih nekaj izrednih kulturnih spomenikov. V sovjetskem obdobju se je Vladimir razvil v industrijsko mesto in pokrajinsko središče.

## Zgodovina
O predzgodovinski naseljenosti kraja pričajo najdbe grobov iz mlajšega paleolitika.
Za ustanovitelja mesta velja kijevski knez Vladimir II. Monomah, ki si je dal leta 1108 tukaj, na svojem dednem ozemlju kneževine Rostov-Suzdal, zgraditi varno, močno utrjeno zatočišče. Mestu je nadel svoje ime (starovzhodnoslovansko Володимѣрь, Volodimer', ki je sčasoma postalo Vladimir). Kot veliki knez Kijeva se v mestu ni veliko zadrževal; prav tako ne njegov sin Jurij Dolgoroki.
Petdeset let kasneje je Monomahov vnuk Andrej Pobožni v Vladimir iz Suzdala prestavil svojo knežjo rezidenco. Potem ko je skupaj z drugimi ruskimi knezi izropal in opustošil Kijev, je v Vladimir prenesel tudi težišče oblasti in mesto napravil za prestolnico Vladimiro-suzdalske velike kneževine. Od vsepovsod (Rusije, Poljske, Svetega rimskega cesarstva) je poklical obrtnike, ki so po kijevskem zgledu v mestu gradili novo obzidje, cerkve, palače, samostane.
Leta 1238 so mesto zavzeli in razdejali Mongoli in tako zaustavili razvoj mesta, ki pa je tudi v obdobju mongolskega vazalstva, zlasti v času Aleksandra Nevskega, še ohranilo politično moč nad ostalimi mesti. Kasneje so se knezi še vedno potegovali za naslov velikega kneza Vladimira, vendar je imel ta samo še prestižni pomen.
Leta 1300 je mesto dobilo metropolitijo.
Vladimir je dokončno izgubil na svojem pomenu leta 1328, ko je moskovski knez Ivan Kalita upravno središče Moskovske velike kneževine prenesel v Moskvo. Že pred tem se je v Moskvo preselil tudi metropolit. Vladimir je kasneje pretrpel še nekaj mongolskih napadov in je bil v 15. stoletju le majhen lokalni center.
Ponovno se je začel razvijati leta 1796, kot sedež lokalne uprave. Leta 1861 je bil z železnico povezan z Moskvo.
Vladimir se je po ruski revoluciji razvil v industrijsko središče s tekstilno, strojno (avtomobili, traktorji) in kemično industrijo. Zaradi bogate zgodovine je mesto zanimivo tudi turistično.

## Upravni in občinski status
Vladimir je upravno središče regije. V okviru upravne delitve je skupaj s sedemnajstimi podeželskimi območji vključen v mesto Vladimir - upravno enoto s statusom, ki je enak statusu okrožij. Kot občinska enota je mesto Vladimir vključeno kot mestno okrožje Vladimir.

## Prebivalstvo
349.951 (2021 štetje); 345.373 (2010 štetje); 315.954 (2002 štetje); 349.702 (1989 štetje).

## Gospodarstvo in vojska
Vladimir je dom več električnih in kemičnih tovarn, več obratov za predelavo hrane in dve veliki termoelektrarni. Turizem, povezan z zgodovinskimi kraji, pomembno prispeva h gospodarstvu mesta.
V mestu je poveljstvo 27. gardne raketne vojske strateških raketnih čet. Med hladno vojno je bil Vladimir gostitelj letalske baze Dobrinsko.

## Znamenitosti
V kremlju je ohranjenih nekaj izrednih primerov zgodnje ruske zgodovine, ki so vključeni v Unescovo svetovno dediščino kot Beli spomeniki v Vladimiru in Suzdalu. Med največjimi so:
- Zlata vrata; skupaj z obzidjem jih je dal leta 1158 zgraditi Andrej Bogoljubski, obnoviti pa Katarina Velika; skozi stoletja so se zaradi teže pogreznila za 2 m;
- cerkev Marijinega vnebovzetja; zgrajena je bila v letih 1158-60 iz belega kamna, s kupolo in dvema zvonikoma s pozlačenimi strehami; bila je najvišja stavba tistega časa v Rusiji. V njej so kronali ruske velike kneze vse do Dimitrija Donskega; leta 1185 je bila v požaru poškodovana, pri obnovi so ji dodali še štiri kupole; kasneje jo je poslikal Andrej Rubljov, nekatere freske so se ohranile do danes;
- cerkev sv. Dimitrija Solunskega, v letih 1194-97 jo je dal zgraditi veliki knez Vsevolod III.; cerkev je zgrajena iz belega apnenca, z eno kupolo; fasada je bogato okrašena z  reliefi, ki poleg svetnikov in stiliziranih rastlinskih okraskov prikazujejo številne domišljijske živalske like, ki nimajo s krščanstvom nobene zveze, kar predstavlja posebnost in uganko; cerkev je bila obnovljena leta 1835;
- nedaleč od mesta, ob izlivu reke Nerle v Kljazmo, je dal knez Andrej Bogoljubski v spomin na zmago nad Povolškimi Bolgari, v kateri je izgubil življenje njegov sin, zgraditi cerkev Marije Priprošnjice, ki je ohranila svoj videz do danes.

- Pogled na Vladimir
- Park v Vladimiru
- Cerkev Marijinega Vnebovzetja
- Cerkev sv. Demetrija
- Zlata vrata

## Pobratena mesta
Vladimir je pobraten z naslednjimi mesti:
- Anghiari, Italija
- Antalja, Turčija
- Babrujsk, Belorusija
- Baodži, Kitajska
- Bloomington, Illinois, ZDA
- Buhara, Uzbekistan
- Campobasso, Italija
- Canterbury, Anglija, Združeno kraljestvo
- Čongčing, Kitajska
- Erlangen, Nemčija
- Gagra, Gruzija
- Haikou, Kitajska
- Krdžali, Bolgarija
- Karlovo, Bolgarija
- Kerava, Finska
- Hudžand, Tadžikistan
- Leninski, Belorusija
- Normal, Illinois, ZDA
- Saintes, Charente-Maritime, Francija
- Sarasota, Florida, ZDA
- Skive, Danska
- Vavkavisk, Belorusija

Nekdanja pobratena mesta, ki so prekinila sodelovanje leta 2022 zaradi ruske invazije na Ukrajino
- Jelenia Góra, Poljska[6]
- Ústí nad Labem, Češka[7]